# Nierówność Marcinkiewicza-Zygmunda
Nierówność Marcinkiewicza-Zygmunda – nierówność nosząca nazwiska Józefa Marcinkiewicza i Antoniego Zygmunda opisująca związek między momentami ciągu niezależnych zmiennych losowych. Jest ona uogólnieniem wzoru na sumę wariancji niezależnych zmiennych losowych na momenty dowolnego rzędu, z drugiej strony istnieją generalizacje tej nierówności na ogólniejsze symetryczne statystyki niezależnych, poprawiano również stałe i rozpatrywano zależne zmienne losowe.

## Twierdzenie
Jeśli {\displaystyle X_{i}} {\displaystyle (i=1,\dots ,n)} są niezależnymi zmiennymi losowymi o zerowej wartości oczekiwanej, {\displaystyle \mathbb {E} X_{i}=0,} i skończonych momentach do {\displaystyle p}-tego włącznie, {\displaystyle \mathbb {E} |X_{i}|^{p}<+\infty } dla {\displaystyle 1\leqslant p<+\infty ,} to
{\displaystyle A_{p}\ \mathbb {E} \left(\sum _{i=1}^{n}|X_{i}|^{2}\right)^{\frac {p}{2}}\leqslant \mathbb {E} \left|\sum _{i=1}^{n}X_{i}\right|^{p}\leqslant B_{p}\ \mathbb {E} \left(\sum _{i=1}^{n}|X_{i}|^{2}\right)^{\frac {p}{2}},}
gdzie {\displaystyle A_{p}} oraz {\displaystyle B_{p}} są dodatnimi stałymi zależącymi wyłącznie od {\displaystyle p}.